# CoRoT
Pour les articles homonymes, voir Corot.
CoRoT (Convection, Rotation et Transits planétaires) est un télescope spatial destiné à l'étude de la structure interne des étoiles et à la recherche d'exoplanètes. Lancé le 27 décembre 2006, CoRoT est le premier télescope en orbite destiné à la recherche de planètes extrasolaires et notamment de planètes telluriques. Après 7 ans et demi de fonctionnement et de nombreuses découvertes, le satellite est désactivé le 17 juin 2014, ce qui signifie la fin de la mission,.

## Nom
Le nom français fait référence au peintre français Jean-Baptiste Camille Corot.

## Historique
Le projet CoRoT est né en 1994 parmi les ingénieurs du Centre national d'études spatiales (CNES) et des astronomes de l'Observatoire de Paris. Il a été conçu en s'inspirant d'un premier projet destiné à étudier la sismographie stellaire en continu dans les années 1980, PSIVA-EVRIS, proposé par l'Observatoire de Paris et étudié au CNES. Les grands principes définis pour PSIVA-EVRIS (orbite polaire, instrument CCD défocalisé, utilisation de la mesure scientifique pour le pointage fin) ont été conservés. On notera qu'avant 1990, l'étude des transits planétaires ne faisait pas partie des objectifs de mission, la recherche d'exoplanètes n'étant pas encore perçue comme un enjeu scientifique essentiel.
La mission du satellite CoRoT est double : analyse des mouvements sismiques des étoiles, puissante technique d'accès à leur structure interne et recherche des exoplanètes par la méthode des transits. Ces deux missions sont menées simultanément, elles sont toutes deux basées sur la photométrie stellaire de très grande précision. On note que le projet de satellite CoRoT est plusieurs fois menacé d'annulation ou de réduction de crédits, le deuxième objectif est souvent mis en avant afin d'assurer la promotion du projet auprès du grand public et des décideurs.
Le maître d'œuvre est le Centre national d'études spatiales (CNES) français finançant le projet à hauteur de 70 %, en coopération avec l'Agence spatiale européenne (ESA), l'Allemagne, l'Espagne, l'Autriche, la Belgique et le Brésil. Le budget total du projet est de 170 millions d'euros. Le constructeur du satellite est Alcatel Alenia Space (devenu depuis 2007 Thales Alenia Space) dans son Centre spatial de Cannes - Mandelieu. Il est basé sur une plate-forme Proteus ; le télescope Corotel est réalisé également à Cannes.
CoRoT est lancé le 27 décembre 2006 à l'aide d'un lanceur Soyouz 2.1.B depuis le cosmodrome de Baïkonour au Kazakhstan.
Le 17 janvier 2007, la commande d'ouverture de l'obturateur est envoyée, et les premières images d'étoiles sont obtenues la nuit suivante dans la constellation de la Licorne.
Les premiers résultats scientifiques de CoRoT sont jugés tellement importants que les scientifiques de la mission et leurs partenaires demandent qu'un prolongement de la mission soit fait. Le prolongement est décidé le 23 octobre 2009, la mission est prolongée jusqu'au 31 mars 2013 (au lieu du 30 juin 2009, soit le double de la durée de vie nominale). Finalement, une panne d'alimentation des calculateurs de bord, probablement due au bombardement de particules de haute énergie, interrompt le fonctionnement de l'instrument en novembre 2012 (la plate-forme satellite restant fonctionnelle), et en janvier 2013 le CNES considère assez peu probable de pouvoir le redémarrer. Après l'abaissement de l'orbite, CoRoT est électriquement désactivé le 17 juin 2014,. La mission conçue pour trois ans en aura donc duré sept et demi.

## Description
D'une masse de 650 kilogrammes, CoRoT mesure 4,2 mètres de long par 1,9 mètre de diamètre. Son énergie est fournie par deux panneaux solaires de chaque côté délivrant une puissance de 530 watts.

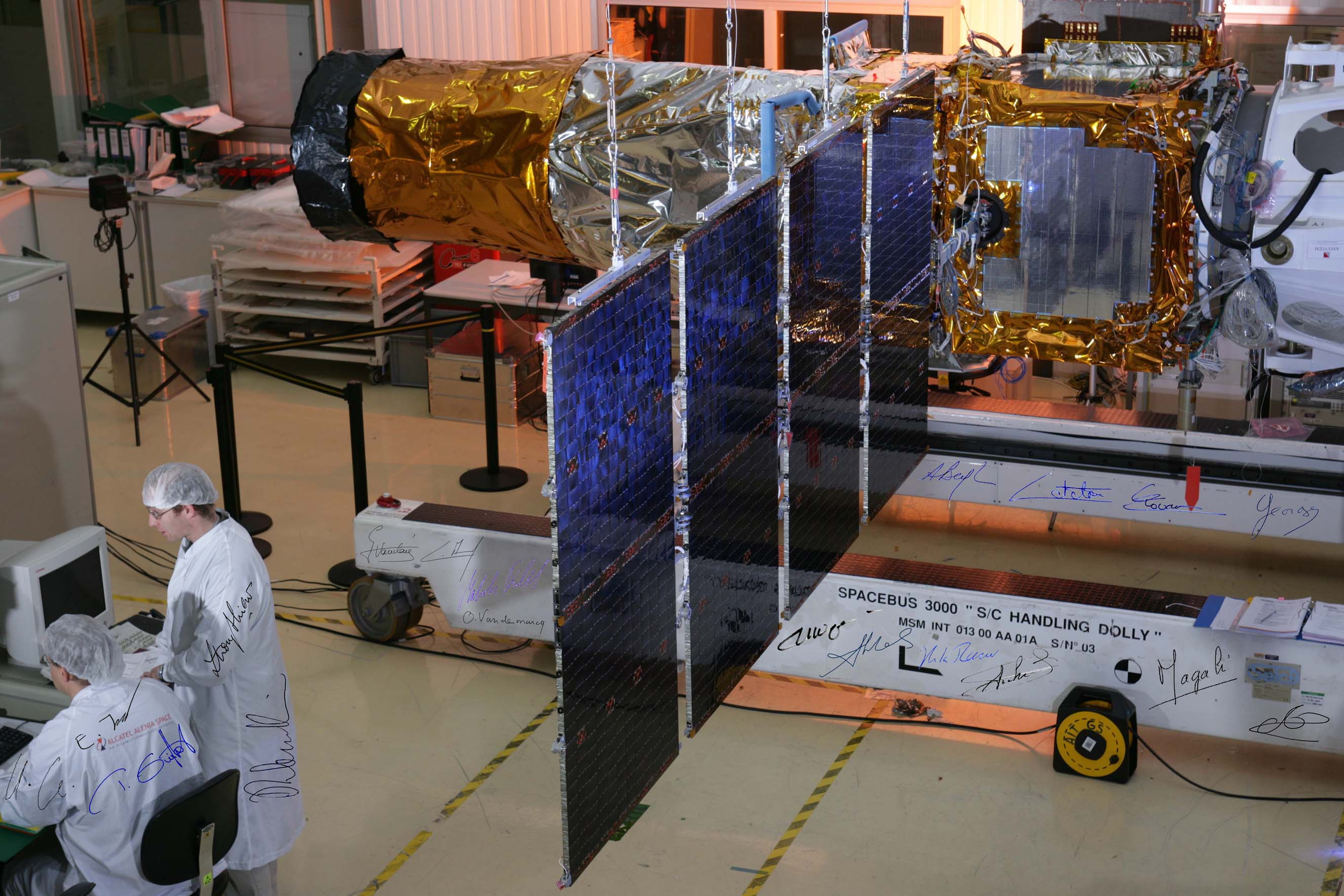
Le satellite CoRoT dans le hall d'intégration de Thales Alenia Space, à Cannes.

Le satellite, réalisé dans le Centre spatial de Cannes - Mandelieu, utilise la plate-forme Proteus. Sa charge utile de 300 kilogrammes est composée d'un télescope afocal et d'un objectif grand champ (2,7° × 3°) composé de plusieurs lentilles.

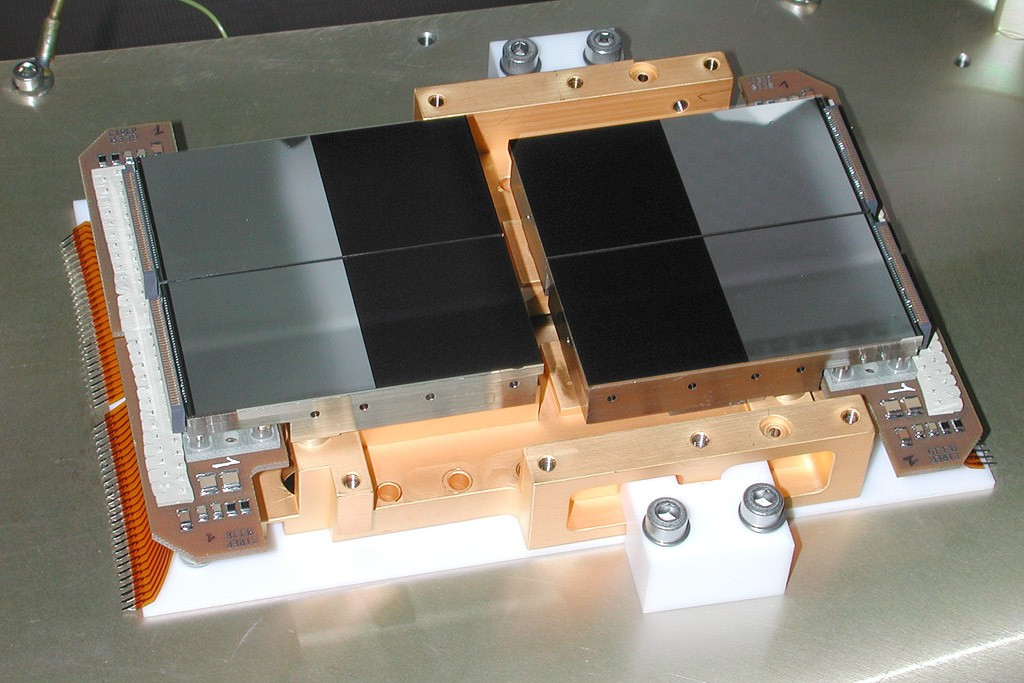
Le plan focal de CoRoT avec ses quatre dispositifs à transfert de charges. La zone sombre correspond à la surface photosensible et la zone claire au transfert de charges. Deux des dispositifs à transfert de charges sont dédiés au programme des exoplanètes et les deux autres au programme astérosismologie.

Au foyer de la caméra sont installés quatre dispositifs à transfert de charges juxtaposées fonctionnant dans le domaine visible et sensibles à de très faibles variations de lumière. Ces dispositifs à transfert de charges sont des capteurs à transfert de trame de 8 millions de pixels chacun. Le principe du transfert de trame permet de se passer d'un obturateur mécanique qui est trop sollicité pour être suffisamment fiable durant toute la mission. Deux des capteurs sont consacrés à l'astérosismologie, les deux autres à la recherche des planètes extrasolaires. On note que la lumière arrivant sur les deux capteurs consacrés aux exoplanètes passe d'abord par un système de double prisme qui disperse légèrement la lumière de chaque étoile, ce qui permet d'obtenir une information sommaire sur la couleur de l'étoile, une indication utile pour la détection des transits. La stabilité de la ligne de visée est de l'ordre de 0,2 seconde d'arc, une bonne performance rendue possible par l'utilisation même des données scientifiques pour contrôler en permanence l'attitude du télescope. Le satellite étudie alternativement, durant 6 mois chacun, des champs compris à l'intérieur de deux zones du ciel situées à l'intersection du plan galactique et de l'équateur céleste (les « yeux » de CoRoT). Le logiciel de vol est chargé des traitements des mesures de photométrie.
Chaque jour, 1,5 Gbit de données peuvent être transmises vers les trois stations de réception française, autrichienne et brésilienne et 2 Gbit de données peuvent être stockées à bord du satellite.
La durée minimale de la mission est de deux années et demie mais une extension de trois ans est obtenue grâce au fonctionnement impeccable de l'instrument et à la qualité des résultats scientifiques engrangés. Le satellite est placé en orbite polaire inertielle à 896 km d'altitude. Cette orbite, inédite pour un satellite d'observation du ciel, permet des campagnes d'observation de longue durée et sans interruption, mais pose également quelques problèmes : le satellite doit se retourner tous les six mois afin de ne pas être ébloui par le Soleil ; par ailleurs, à cette altitude, la lumière diffusée par la surface de la Terre est encore relativement importante. Cette dernière impose une étude préalable qui a conduit à la spécification et la conception d'un baffle optique à haut coefficient d'atténuation (meilleure que 10¹²) à l'entrée du télescope.

## Instruments
Les instruments sont conçus par le Laboratoire d'études spatiales et d'instrumentation en astrophysique (LESIA), de l'Observatoire de Paris, du Laboratoire d'astrophysique de Marseille (LAM), de l'Institut d'astrophysique spatiale (IAS) d'Orsay, le Centre spatial de Liège (CSL) en Belgique, l'IWF en Autriche, l'Agence spatiale allemande (DLR) à Berlin, en Allemagne et le Research and Science Support Department de l'ESA, entre autres. Le télescope afocal Corotel, de 30 cm de diamètre, est réalisé par Alcatel Alenia Space.

## Objectifs scientifiques
L'objectif de la mission spatiale CoRoT est de mesurer en continu durant deux à six mois la lumière de 120 000 étoiles dans l'épaisseur du disque de la Voie lactée. Ses trois objectifs scientifiques principaux sont :
- L'étude de l'astérosismologie (désignée dans la première partie de son nom : Convection, Rotation).
- La recherche de planètes extrasolaires (désignée dans la seconde partie de son nom : Transit).
- Des programmes de recherche complémentaires sont également prévus.

## Équipe CoRoT
Le dépouillement des données de la mission CoRoT est effectué par une Équipe CoRoT, composée de personnels :
- De l'Observatoire de Paris.
- Du Laboratoire d'astrophysique de Marseille (LAM).
- Du Centre national de la recherche scientifique (CNRS).
- De l'Institut national des sciences de l'univers (INSU).
- Du Centre national d'études spatiales (CNES).

## Résultats scientifiques

### Astérosismologie et physique stellaire
Comme un instrument de musique, une étoile vibre selon des modes de pulsation analogues aux différents sons émis par l'instrument. Entendre quelques notes de guitare ne laisse aucun doute sur la nature de l'instrument et pour un musicien averti, sur le matériau constituant les cordes et sur les tensions auxquelles celles-ci sont soumises. Les modes de vibrations des étoiles sont eux aussi caractéristiques des propriétés globales et internes de l'étoile. L'analyse de ces modes permet ainsi de sonder l'intérieur de l'astre et de déduire non seulement la masse et le rayon de l'étoile mais aussi ses caractéristiques internes telles que telles que la composition chimique, le profil de rotation, la température et la densité. L'astérosismologie est ainsi l'étude des modes de vibrations d'une étoile. Ces modes sont représentés au moyen d'harmoniques sphériques de degré l et d'ordre azimutal m. Quelques exemples, dont les amplitudes sont fortement amplifiées, sont illustrés avec un code de couleur tel que le bleu indique une contraction et le rouge une expansion.
|  |  |  |  |

Développée depuis plusieurs années pour le Soleil où elle prend alors le nom d'héliosismologie, elle permet des avancées spectaculaires telles que la première détermination de l'abondance superficielle de l'hélium solaire, ce qui démontre la nécessité de tenir compte de la diffusion microscopique dans le calcul de la structure solaire. Elle est aussi à l'origine de notre connaissance du profil de rotation interne du Soleil, de l'étendue de son enveloppe convective et de la localisation de la zone d'ionisation de l'hélium. Malgré les défis techniques impliqués, il est donc extrêmement tentant d'envisager d'appliquer ces méthodes d'analyse à d'autres étoiles. Quelques étoiles proches sont ainsi observées avec succès depuis la Terre : α Centauri, Procyon, β Virginis… L'étude repose en effet sur la détection de variations très faibles (de l'ordre de 1 ppm dans certains cas) de la luminosité des étoiles observées. L'analyse de la courbe de lumière consiste alors à extraire les fréquences des modes responsables de ces variations lumineuses pour obtenir un spectre de fréquences. Les périodes d'oscillations mesurées vont de quelques minutes à quelques heures selon le type de l'étoile et son état d'évolution. Pour atteindre de telles performances, il faut de très longues observations, libérées de préférence de l'alternance jour/nuit associée à nos télescopes terrestres. La mission spatiale CoRoT est à cet égard dotée des qualités techniques requises pour réussir ce défi.

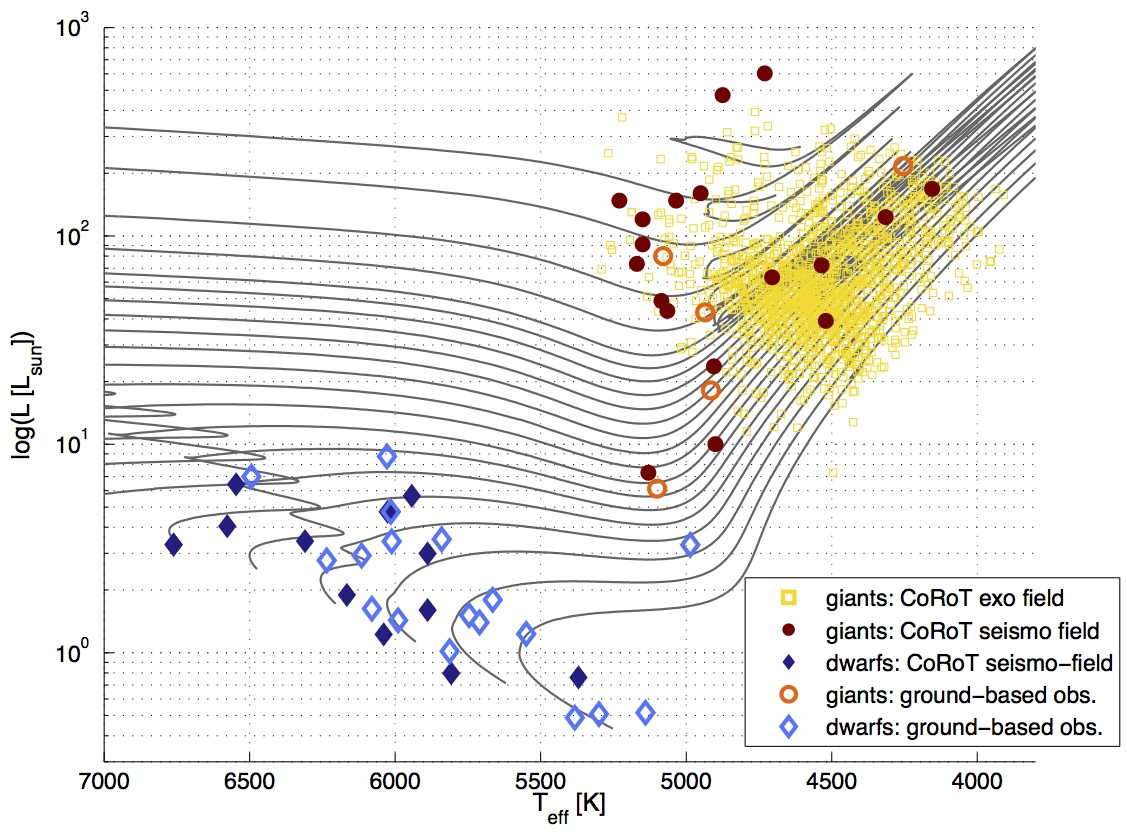
Étoiles naines et géantes observées par CoRoT dans les champs sismo et exo ainsi que quelques étoiles observées à partir du sol. À partir des travaux de membres de l'équipe CoRoT.

Au début de la mission, deux des quatre dispositifs à transfert de charges sont réservés aux observations astérosismologiques d'étoiles brillantes (de magnitude apparente comprise entre 6 et 9) dans le champ sismo tandis que les deux autres sont dévolus aux étoiles plus faibles, dans le champ exo, pour la détection de transits d'exoplanètes devant leur étoile hôte. En dépit d'un rapport signal sur bruit plus faible, des recherches en physique stellaire sont menées à bien à l'aide des milliers de courbes de lumière recueillies dans le champ exo. Ainsi l'activité stellaire, la rotation, l'évolution des taches stellaires, les interactions planètes/étoile hôte et les systèmes stellaires multiples font l'objet de recherches qui sont venues enrichir encore les objectifs principaux de la mission. Ce champ exo se révèle d'une richesse inattendue en observations astérosismiques également. En six années d'observations, CoRoT observe ainsi environ 150 étoiles brillantes dans le champ sismo et plus de 150 000 étoiles plus faibles dans le champ exo. La figure les situe dans le diagramme de Hertzsprung-Russell avec quelques étoiles supplémentaires observées à partir du sol.
Les découvertes sont nombreuses. Citons parmi celles-ci la première détection d'oscillations de type solaire dans des étoiles autre que le Soleil, la première détection d'oscillations non radiales dans les étoiles de type géante rouge, la détection d'oscillations de type solaire dans des étoiles massives,, la découverte de centaines de fréquences d'oscillation dans des étoiles de type δ Scuti, le suivi temporel des modifications spectaculaires de certaines fréquences d'oscillation lors d'une brusque éruption d'une étoile de type Be (B à raies d'émission), la première détection d'une déviation par rapport à un espacement constant en périodes des modes de gravité dans une étoile de type SPB (Slowly Pulsating B star). L'interprétation de ces découvertes importantes permet d'ouvrir de nouveaux horizons dans la connaissance de la structure interne et de l'évolution des étoiles et de notre galaxie. En octobre 2009, la mission CoRoT est l'objet d'un numéro spécial de la revue Astronomy and Astrophysics consacré aux premières découvertes. Voici quelques exemples des apports de l'astérosismologie à la physique stellaire réalisés grâce à la mission spatiale CoRoT :

#### Extension de la zone mélangée au sein des étoiles de la séquence principale
Outre le cœur convectif dans lequel le mélange de matière est instantané et efficace, une zone plus ou moins étendue entourant ce noyau peut être affectée d'un mélange partiel ou total au cours de la phase de séquence principale. L'étendue de cette zone de mélange additionnel de même que l'efficacité du mélange sont très difficiles à évaluer. Ce mélange a des conséquences extrêmement importantes car il implique des durées de vie plus longues et peut modifier la valeur de la masse des étoiles à la transition entre les étoiles terminant leur vie en naines blanches et celles subissant une explosion finale de type supernova. Les raisons physiques de ce mélange sont variées, qu'il s'agisse par exemple d'un mélange induit par la rotation, ou encore d'un mélange provenant de la pénétration dans la zone radiative de globules de matière franchissant la limite du cœur convectif, ou même d'autres processus encore très mal connus.
1. Étoiles de type solaire : Le cas de l'étoile HD 49933 illustre bien l'apport de CoRoT à ce problème de mélange[27]. Elle présente des oscillations de type solaire liées à la présence d'une enveloppe convective. En comparant le spectre des fréquences observées à celui provenant de modèles théoriques de 1,19 Mʘ calculés avec et sans mélange additionnel, il apparaît clairement que les modèles incluant ce type de mélange reproduisent bien mieux les observations.
2. Étoiles sous-géantes : Ce mélange a évidemment des répercussions pour les étoiles plus évoluées pendant la phase de sous-géante puisque l'extension en masse du cœur d'hélium pur s'en trouve modifiée. L'étoile HD 49385 de 1,3 Mʘ environ a ainsi fait l'objet d'une analyse sismique à partir des données CoRoT[28]. Ici encore des contraintes strictes sont apportées à la modélisation de cette étoile.
3. Étoiles de type SPB (Slowly Pulsating B stars) : Les étoiles plus massives de type SPB présentent un spectre de fréquences constitué de modes de gravité d'ordre élevé excités par le mécanisme κ agissant dans les couches caractérisées par un pic d'opacité des éléments chimiques du groupe du fer. Leur cœur convectif est entouré d'une région de composition chimique variable laissée par le retrait de ce cœur au cours de la transformation d'hydrogène en hélium. Ceci constitue une transition brutale dans la structure de l'étoile qui se traduit de façon très subtile dans les fréquences d'oscillation des modes de gravité. Ainsi dans un modèle homogène, les modes de gravité d'ordre élevé sont régulièrement espacés en périodes alors qu'en présence d'une structure présentant une variation rapide de la composition chimique, des déviations périodiques par rapport à un espacement constant sont attendues. De plus la période de ces déviations est directement liée à la localisation de cette zone de variation rapide[29]. Ce phénomène a été mis en évidence dans deux étoiles de type B hybrides, c'est-à-dire présentant à la fois des modes acoustiques de type β Cephei et des modes de gravité de type SPB : (1) HD 50230[25] pour laquelle les résultats ne sont compatibles qu'en adoptant un mélange additionnel avec un lissage partiel du gradient de composition chimique et (2) HD 43317[30].

#### Structure des couches superficielles des étoiles
1. Couches de transition dans les enveloppes stellaires : Les zones de transition telles que celle présente dans les couches d'ionisation de l'hélium et celle située à la limite interne de l'enveloppe convective des étoiles de faible masse et des géantes rouges se manifestent également dans la distribution des fréquences des modes acoustiques. En l'absence de discontinuités, il existe des régularités dans les fréquences des modes d'ordre radial élevé (grande séparation, seconde différence…). La présence de zones de transition introduit des déviations périodiques par rapport à ces régularités et les périodes sont directement reliées à la localisation de ces zones. Ces oscillations, prévues par la théorie, sont pour la première fois détectées dans le Soleil[31]. Grâce à CoRoT, elles sont également observées dans l'étoile de type solaire HD 49933[32] ainsi que dans la géante rouge HD 181907[33]. La position de la zone d'ionisation de l'hélium peut ainsi être déterminée avec précision.
2. Amplitudes et largeurs des raies du spectre des fréquence dans les oscillations de type solaire : Un des premiers grands succès de CoRoT est la découverte d'oscillations de type solaire dans des étoiles plus chaudes que le Soleil[34]. Les mesures d'amplitude et de largeur des raies des spectres de fréquences sont alors permis, comme c'est le cas pour le Soleil, d'apporter des contraintes aux modèles d'excitation stochastique des modes acoustiques par la convection turbulente. Le spectre de HD 49933[35] est ainsi comparé au modèle d'excitation stochastique de Samadi et al[36],[37]. À l'exception des modes de haute fréquence, l'accord est excellent en adoptant une métallicité dix fois plus faible que celle du Soleil. Une métallicité solaire conduit par contre à des désaccords en amplitude atteignant un facteur deux aux faibles fréquences.
3. Granulation : La granulation présente dans le spectre de fréquences de HD 49933 est analysée à l'aide de modèles hydrodynamiques 3D d'atmosphère de métallicité solaire et de métallicité dix fois plus faible que celle du Soleil[38]. Ici encore, le modèle de faible métallicité est plus proche des observations mais un désaccord significatif demeure.

#### Géantes rouges et évolution chimique de notre Galaxie
Après la phase de combustion centrale de l'hydrogène, la structure de l'étoile subit de profondes modifications. La combustion de l'hydrogène se produit à présent dans une mince couche entourant le cœur d'hélium formé lors de la phase de combustion centrale de l'hydrogène. Alors que le cœur d'hélium se contracte rapidement, l'enveloppe entourant la couche de combustion de l'hydrogène se dilate énormément et l'étoile devient une géante rouge dont la luminosité augmente au cours du temps. Ces étoiles se situent sur la branche des géantes rouges du diagramme de Hertzsprung-Russell ; on parle alors d'étoiles RGB. Lorsque leur température centrale atteint 100 106K, la combustion de l'hélium démarre. Pour les étoiles de masse inférieure à 2 Mʘ environ, cette nouvelle combustion a lieu dans une matière fortement dégénérée et ceci déclenche un flash de l'hélium. Après le réajustement qui s'ensuit, ces étoiles deviennent des étoiles du red clump.

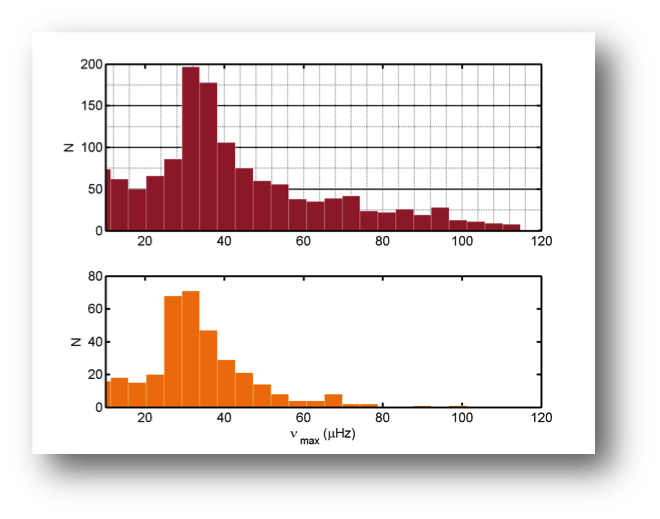
Histogrammes construit d'après une population synthétique de géantes rouges (en rouge) et à partir des données CoRoT (en orange). D'après Andrea Miglio et ses collaborateurs.

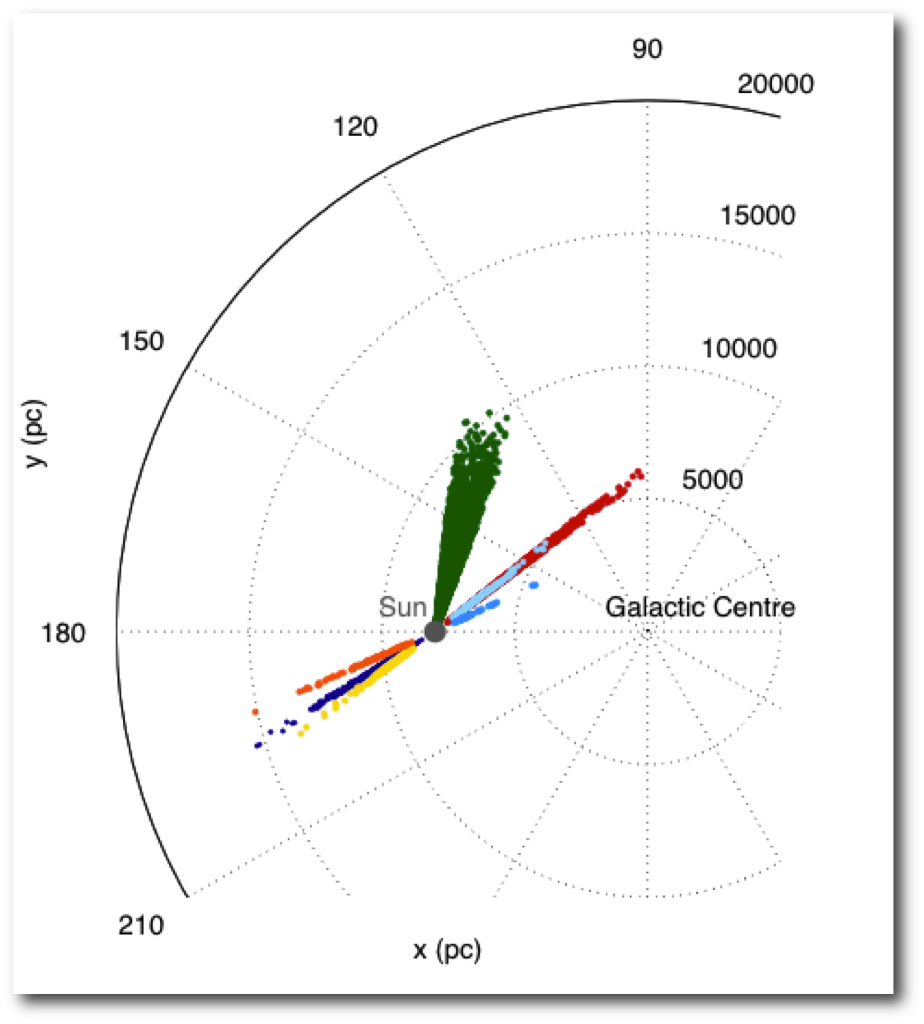
Carte 3D de notre Galaxie construite à partir des données sismiques de géantes rouges observées par CoRoT. D'après Andrea Miglio et ses collaborateurs.

Qu'elles soient des étoiles RGB ou des étoiles du red clump, ces étoiles possèdent une enveloppe convective, ce qui les rend sujettes à des oscillations de type solaire. Un des grands succès de CoRoT est la découverte de modes non radiaux dans plusieurs milliers de géantes rouges observées dans le champ exo. On peut ainsi mesurer pour chacune des géantes rouges observées la fréquence, νmax, du mode de pulsation de puissance maximum dans le spectre des fréquences et la grande séparation en fréquence entre deux modes d'ordres consécutifs, Δν,, ce qui attribue à chaque géante rouge une sorte de passeport sismique.
1. Population de géantes rouges dans notre Galaxie : En introduisant ces signatures sismiques, et une estimation de la température effective, dans les lois d'échelles empiriques les reliant aux paramètres globaux des étoiles[41], il a été possible de déterminer les gravités (gravités sismiques), les masses et les rayons, et par conséquent les luminosités et les distances, de ces milliers de géantes rouges. Le résultat le plus spectaculaire et le plus inattendu est alors obtenu en comparant l'histogramme de cette population de géantes observées à celui obtenu à partir d'une population synthétique de géantes rouges. Cette dernière est calculée à l'aide de modèles théoriques, en suivant l'histoire de notre Galaxie et en adoptant certaines hypothèses concernant les différentes générations d'étoiles qui se succèdent depuis sa formation[42]. Andrea Miglio et ses collaborateurs montrent que ces deux histogrammes sont comme des sosies l'un de l'autre[43]. En outre, à partir de ces mesures de distances et des coordonnées de ces étoiles, une carte de notre Galaxie peut être tracée. Sur la figure, les couleurs se rapportent aux différentes campagnes d'observations de CoRoT (points colorés à l'exception des points verts) et de Kepler (points verts).
2. Relation âge-métallicité dans notre Galaxie : Par ailleurs, l'âge des géantes rouges est étroitement lié à leur durée de vie sur la séquence principale, en d'autres termes à leur masse et leur métallicité. Connaître la masse d'une géante rouge revient donc à en estimer l'âge. En ajoutant la métallicité, l'incertitude sur l'âge ne dépasse pas 15 % ! Des campagnes d'observations telles que APOGEE (Apache Point Observatory Galactic Evolution Environment), qui se propose de mesurer la métallicité de 100 000 géantes rouges de notre Galaxie, HERMES (High Efficiency and Resolution Multi-Element Spectrograph for the AAT) et Gaia (Global Astrometric Interferometer for Astrophysics) peuvent grandement bénéficier de l'apport des gravités sismiques et surtout doivent permettre d'établir la relation âge-métallicité dans notre Galaxie. L'astérosismologie stellaire franchit donc la porte de la structure et de l'évolution chimique de notre Galaxie[44].
3. Signatures sismiques et extension des zones de mélange au cours des phases de combustion centrale de l'hydrogène et de l'hélium : En scrutant de plus en plus attentivement les spectres de fréquence des géantes rouges, d'autres découvertes ne se sont pas fait attendre tant avec les données de CoRoT[45] qu'avec celles de Kepler[46]. Ainsi de petites différences de signatures sismiques permettent de distinguer les étoiles RGB des étoiles du red clump, et ceci, même si leurs luminosités sont similaires. Ces différences sismiques trouvent une justification théorique dans le calcul de modèles élaborés de géantes rouges[47]. L'espacement en périodes des modes de pulsation est particulièrement riche en enseignement. Leur détection pour un grand nombre de géantes rouges doit fournir, non seulement l'étendue de la région chimiquement mélangée au-dessus du cœur convectif pendant la phase de combustion centrale de l'hydrogène, mais aussi celle de la zone mélangée pendant la combustion centrale de l'hélium, les processus de mélange pendant ces deux phases étant a priori indépendants l'un de l'autre[48].

#### Étoiles massives
Les étoiles massives de la séquence principale montrent un spectre de fréquence présentant des modes acoustiques excités par le mécanisme κ agissant dans les couches caractérisées par un pic d'opacité des éléments chimiques du groupe du fer. Les plus évoluées d'entre elles ont en outre des modes mixtes, c'est-à-dire des modes présentant à la fois des caractéristiques de modes acoustiques et de modes de gravité. Elles ont un cœur convectif étendu surmonté d'une zone de gradient de composition chimique et d'une enveloppe radiative, à l'exception de petites zones convectives superficielles liées à des ionisations partielles de l'hélium et/ou d'éléments du groupe du fer. Comme dans les étoiles de faible masse, l'extension de la zone partiellement ou totalement mélangée située au-dessus du cœur convectif (zone de mélange additionnel) constitue une des incertitudes les plus importantes affectant la modélisation théorique.

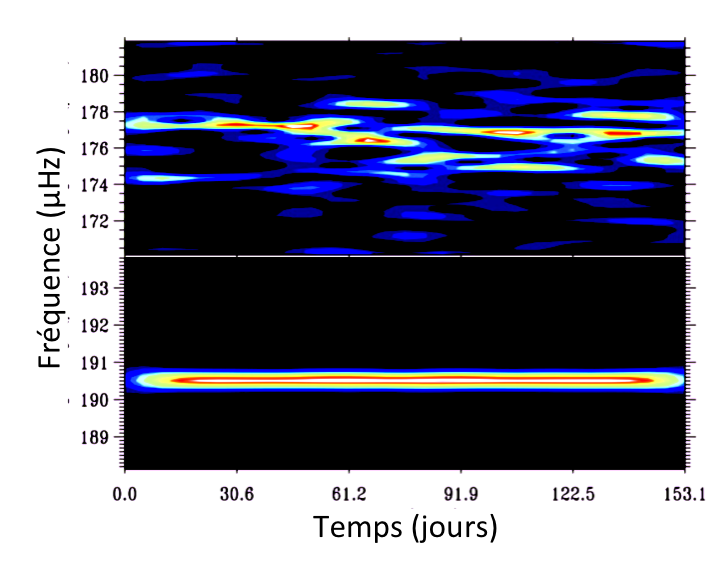
Fréquence en fonction du temps pour un mode de type solaire (en haut) et un mode de type β Cephei (en bas) du spectre de la Chimère. D'après Kevin Belkacem, Frédéric Baudin et leurs collaborateurs.

1. Étoiles de type β Cephei : L'analyse sismique d'étoiles de type β Cephei montre qu'il est difficile de préciser de manière univoque l'extension de cette zone de mélange additionnel[49]. Pour l'étoile θ Ophiuchi, une extension importante semble requise[50] tandis qu'une extension plus faible est favorisée pour HD 129929[51],[52], pour β Canis Majoris[53], pour δ Ceti[54] et pour 12 Lacertae[55],[56]. Cette zone peut même être inexistante pour V1449 Aquilae (HD 180642)[57] et pour ν Eridani[58],[59]. Il serait très utile de tenter d'établir une relation entre cette extension et la vitesse de rotation de l'étoile et/ou son champ magnétique. Ainsi l'analyse sismique de V2052 Ophiuchi[60] montre que cette étoile, bien qu'ayant une vitesse de rotation élevée ce qui doit favoriser un mélange additionnel, ne semble pas en être affectée. Le champ magnétique détecté pour cette étoile peut être responsable de cette absence de mélange additionnel.
2. Étoiles de type Be : Les deux étoiles de type Be tardif HD 181231 and HD 175869 tournent extrêmement vite, environ 20 fois la vitesse de rotation du Soleil et leur analyse sismique impose une zone centrale mélangée environ 20 % plus grande que celle prévue par un simple cœur convectif sans mélange additionnel[61]. L'étoile Be HD 49330 réserve une autre surprise. Observée par CoRoT pendant une éjection de matière de l'étoile vers son disque circumstellaire, phénomène typique de ce type d'étoiles, son spectre de fréquences subit des modifications profondes, passant de modes acoustiques à des modes de gravité, d'amplitudes parfaitement corrélées avec l'éjection[62]. Un tel lien entre la nature des modes excités et un phénomène dynamique est évidemment une mine d'or pour notre connaissance de la structure de ce type d'étoiles.
3. Étoiles de type O : Quelques étoiles de type O sont observées par CoRoT. Parmi celles-ci, HD 46150, HD 46223 (membres de l'amas NGC 2264) et HD 46966 (membre de l'amas Mon OB2) semblent être dépourvues de pulsations, en accord avec leur modélisation théorique qui ne prévoit effectivement pas de modes instables[63]. Le spectre de fréquences de l'étoile HD 47129 (dite étoile de Plaskett) présente au contraire un pic accompagné de six harmoniques qui sont en accord avec la gamme de fréquences théoriques prévues pour de telles étoiles massives[64].

La présence d'une petite zone convective liée au pic d'opacité des éléments chimiques du groupe du fer (zone du pic du fer) à une température d'environ 200 000 K peut être à l'origine de pulsations excitées de manière stochastique par la convection comme c'est le cas pour les oscillations observées dans le Soleil.
1. V1449 Aquilae (HD 180642) : Cette étoile cible de CoRoT est une β Cephei dont le spectre de fréquence révèle la présence de modes de hautes fréquences et très faibles amplitudes. Une analyse détaillée permet de les attribuer à des oscillations de type solaire excitées par la convection turbulente provenant très probablement de cette zone du pic du fer ou même du cœur convectif[21]. Cette découverte est très importante car, pour la première fois, on peut détecter des pulsations excitées par le mécanisme κ dans cette zone du pic du fer ainsi que des pulsations excitées de façon stochastique par la convection régnant dans cette même zone, coexistant dans une même étoile. Pour cette raison, l'étoile V1449 Aquilae est baptisée Chimère par le découvreur principal de ces oscillations, Kevin Belkacem. La figure illustre la dépendance de la fréquence en fonction du temps pour deux modes du spectre de la Chimère, l'un de type solaire (en haut) et l'autre de type β Cephei (en bas). La nature stochastique du mode de type solaire se reflète dans le comportement instable de sa fréquence au cours du temps et dans son étalement en fréquence sur plusieurs μHz. Le contraste entre cette allure chaotique et la stabilité et l'exiguïté du domaine de fréquences du mode de type β Cephei est frappant.
2. HD 46149 : Par la suite, des oscillations de type solaire sont également détectées dans une étoile plus massive de type O, membre du système binaire HD 46149[22]. Les contraintes provenant à la fois de la binarité du système et des signatures sismiques de ces oscillations permettent la détermination des propriétés orbitales du système et des paramètres fondamentaux de ses membres.

#### L'amas ouvert NGC 2264
Lors d'une campagne de 23 jours en 2008, CoRoT observe 636 étoiles membres du jeune amas ouvert NGC 2264. Cet amas dénommé Amas de l'Arbre de Noël se situe dans la constellation Monoceros relativement proche de nous, à une distance de 1 800 années-lumière environ. Son âge est estimé à 3 à 8 millions d'années. Ce jeune âge fait de cet amas un laboratoire idéal pour explorer différents aspects liés à la formation des étoiles ainsi qu'à leurs toutes premières phases d'évolution. Les données CoRoT permettent ainsi d'étudier l'interaction des étoiles nouvellement formées avec la matière environnante, la rotation et l'activité des membres de l'amas de même que leur distribution, la structure interne de ces étoiles à partir des données sismiques et les éclipses stellaires et planétaires.
La naissance et l'enfance des étoiles ne nous sont pratiquement pas accessibles par des observations en lumière visible car ces jeunes étoiles sont encore enclavées dans le nuage moléculaire dense qui leur a donné naissance. Les observations dans l'infrarouge ou dans les rayons X nous permettent par contre de traverser ce cocon et de visualiser ainsi ces premières étapes de la vie d'une étoile. C'est pour cette raison que, au cours des mois de décembre 2011 et janvier 2012, CoRoT prend part à une vaste campagne internationale d'observations incluant quatre télescopes spatiaux et plusieurs observatoires au sol. Ces instruments observent, simultanément et pendant près d'un mois, environ 4 000 étoiles de l'amas NGC 2264 à différentes longueurs d'onde. La mission spatiale canadienne MOST observe les étoiles les plus brillantes de l'amas tandis que CoRoT se réserve les plus faibles. MOST et CoRoT accumulent ainsi 39 jours de données. Les satellites Spitzer et Chandra de la NASA observent simultanément ces mêmes étoiles dans l'infrarouge (pendant 30 jours) et dans les rayons X (pendant 300 000 secondes). Des observations au sol sont effectuées en même temps, par exemple avec le Très Grand Télescope de l'ESO au Chili, le télescope Canada-France-Hawaii à Hawaii, l'observatoire McDonald au Texas, ou encore l'observatoire de Calar Alto en Espagne.
L'exploitation des données CoRoT permet la découverte d'une douzaine de δ Scuti dans la phase de pré-séquence principale (PMS) ainsi que la confirmation de la présence de pulsations de type γ Doradus dans des étoiles de la pré-séquence principale. En outre, l'existence de pulsateurs hybrides δ Scuti/γ Doradus parmi les membres de NGC 2264 peut être entérinée. Les observations CoRoT couvrent aussi les étoiles variables de pré-séquence principale bien connues V 588 Mon et V 589 Mon, qui sont les premières à faire partie de ce groupe d'étoiles. La haute précision des courbes de lumière CoRoT permet aussi de souligner l'importance de la granulation dans les étoiles de la pré-séquence principale.
L'étude des étoiles T Tauri et leur interaction avec la matière circumstellaire à partir des données CoRoT dévoile l'existence d'une nouvelle classe regroupant des objets de type AA Tauri (en). Avant CoRoT, il est admis que les étoiles T Tauri montrent soit des variations sinusoïdales de lumière dues à des tâches sur la surface stellaire, soit des variations tout à fait irrégulières provoquées par les disques de poussière et de gaz entourant ces étoiles. Les objets de type AA Tauri montrent périodiquement des minima de lumière différents en profondeur et en largeur, ce qui les classe en variables semi-régulières. Les observations de CoRoT permettent d'établir cette classe d'objets. Des avancées nouvelles dans ces toutes premières phases de l'évolution stellaire sont aussi le résultat de la comparaison des variabilités détectées dans le visible à celles observées dans l'infrarouge et le domaine des rayons X.

#### Systèmes binaires
Un nombre élevé de systèmes binaires dont les membres sont des pulsateurs non radiaux sont observés par CoRoT. Ainsi plusieurs systèmes binaires à éclipses contenant des étoiles variables de type γ Doradus sont découverts. Le phénomène d'éclipse dans ce type d'étoiles est d'une importance capitale, car il permet de préciser les paramètres globaux des membres du système, apportant ainsi des contraintes inestimables dans la modélisation de ces étoiles et de leurs pulsations.
1. AU Monocerotis : Ce système binaire semi-détaché constitué d'une étoile Be et d'une étoile G en interaction est observé par CoRoT qui en a fourni une courbe de lumière de très grande qualité. Les paramètres fondamentaux des deux étoiles peuvent ainsi être améliorés et de nouvelles éphémérides pour le mouvement orbital de même que pour une variation à plus longue période sont déterminées. Cette variation à longue période semble être due à une atténuation périodique de la lumière du système par de la matière circumstellaire[72]. La courbe de lumière de HD 174884. Le panneau supérieur présente la courbe de lumière complète tandis que le panneau central montre un agrandissement dans lequel de tout petits minima secondaires apparaissent (leur profondeur est de 1 % de celle des minima primaires). Le panneau inférieur est une projection sur le plan du ciel (le système tel que nous le voyons) à différentes phases. D'après Carla Maceroni et le groupe des binaires.

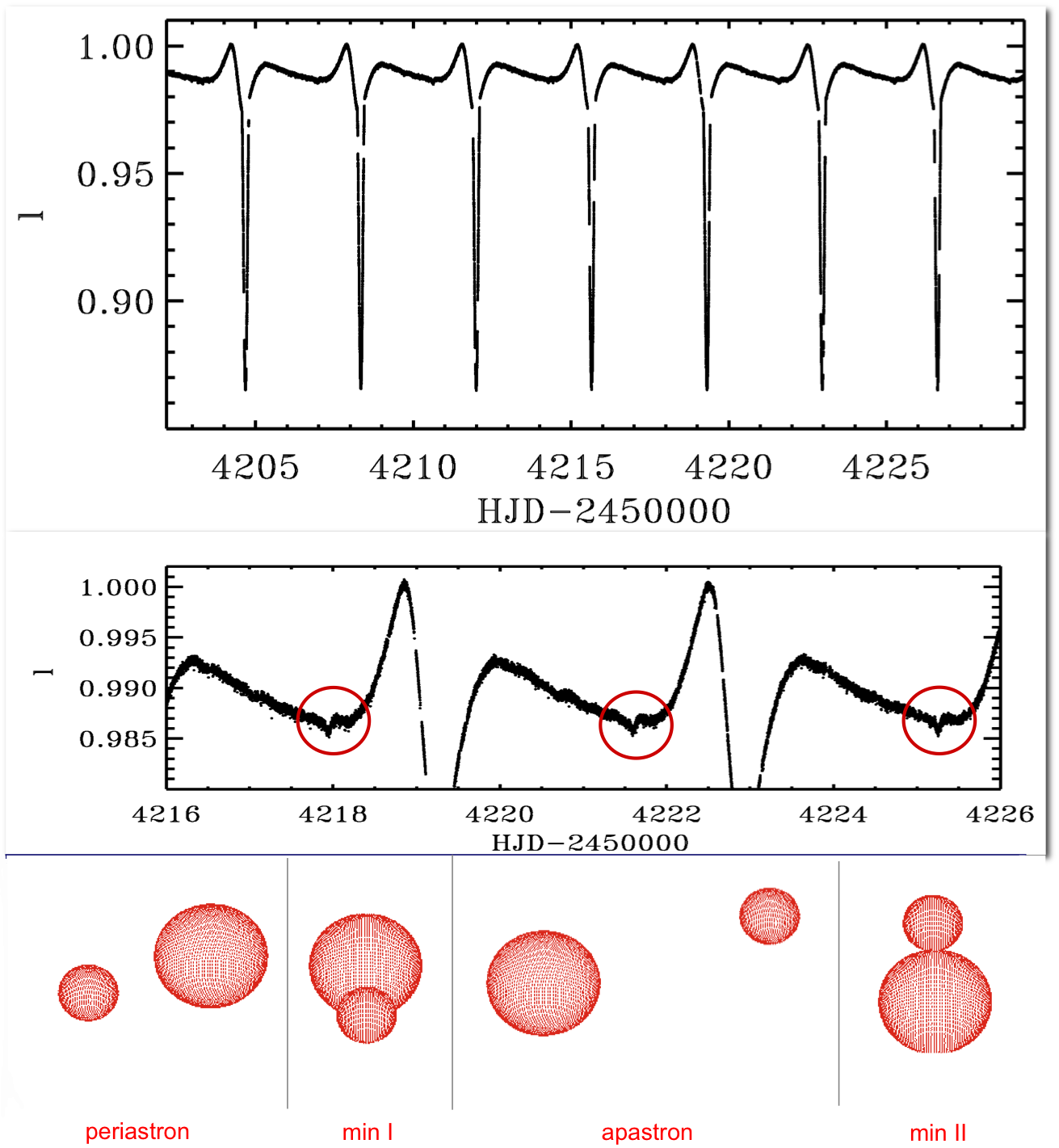
La courbe de lumière de HD 174884. Le panneau supérieur présente la courbe de lumière complète tandis que le panneau central montre un agrandissement dans lequel de tout petits minima secondaires apparaissent (leur profondeur est de 1 % de celle des minima primaires). Le panneau inférieur est une projection sur le plan du ciel (le système tel que nous le voyons) à différentes phases. D'après Carla Maceroni et le groupe des binaires.

2. HD 174884 : Des pulsations induites par effet de marée sont détectées, dans le système binaire à haute excentricité (e = 0,29) et courte période HD 174884, constitués de deux étoiles de type B[73]. Le panneau supérieur de la figure montre la courbe de lumière complète du système tandis que le panneau central en présente un agrandissement dans lequel apparaissent de minuscules minima secondaires dont la profondeur est d'environ 1 % de celle des minima primaires. En fait, ce système est constitué de deux étoiles de masse, taille et température semblables. Si l'orbite est circulaire, les minima primaires et secondaires ont une profondeur comparable. Le panneau inférieur présente une projection sur le plan du ciel (le système tel que nous le voyons) à différentes phases de l'orbite.
3. CoRoT 102918586 : Le système relativement brillant CoRoT 102918546 est une binaire à éclipses et à doubles raies. Les observations par CoRoT mettent clairement en évidence la présence de pulsations de type γ Doradus. Pour compléter les données photométriques de CoRoT, une analyse spectroscopique est réalisée et fournit les vitesses radiales, les températures effectives, la métallicité et les vitesses de rotation projetées sur la ligne de visée. Ces données combinées permettent d'obtenir les paramètres physiques globaux du système avec une précision de 1 à 2 % et la comparaison de ces paramètres avec des modèles théoriques d'évolution apportent alors des contraintes sur l'âge du système. Après soustraction du modèle reproduisant au mieux les éclipses, les résidus dans la courbe de lumière sont analysés afin d'extraire les fréquences de pulsation intrinsèques. La composante primaire présente des pulsations de type γ Doradus dont l'espacement en périodes est consistant avec des modes de gravité de degré élevé et d'ordre l=1.
4. HR 6902 : Le système binaire ζ Aurigae HR 6902 comprenant une géante rouge et une étoile B est observé par CoRoT lors de deux campagnes permettant de couvrir complètement l'éclipse primaire ainsi que la secondaire. Il est en cours d'analyse et promet d'apporter une mine d'informations sur la structure interne de la géante rouge en particulier[74].
5. Une binaire de faible masse : Un des systèmes binaires observés par CoRoT présente un intérêt tout particulier parce que sa composante la moins massive est une étoile de type M tardif de 0.23M⊙, de température effective estimée à environ 3 000 K[75].
6. Un effet de « beaming » dans une binaire : Un système binaire observé par CoRoT présente des variations lumineuses en dehors des éclipses qui sont interprétées comme provenant d'un effet de beaming (en) (également appelé Doppler boosting). Celui-ci est dû à la variation d'éclat d'une source lumineuse qui s'approche ou qui s'éloigne de l'observateur, dont l'amplitude est proportionnelle au rapport de la vitesse radiale à la vitesse de la lumière[76]. La variation périodique de la vitesse d'une étoile en orbite va ainsi produire un effet de beaming dans la courbe de lumière. Un tel effet peut confirmer la nature binaire d'un système même en l'absence de toute éclipse ou transit détectable. Un des avantages principaux de cet effet est la possibilité d'obtenir une courbe de vitesse radiale directement à partir de la courbe de lumière mais ceci nécessite des composantes de luminosités très différentes et en outre, une seule courbe de vitesse radiale est obtenue, comme dans un système binaire BS1. Ces variations en dehors des éclipses sont modélisées à l'aide de l'algorithme BEER (Beaming Ellipsoidal Reflection)[77].

### Recherche de planètes extrasolaires
CoRoT utilise une des méthodes de recherche des planètes extrasolaires, le transit primaire. Le transit primaire est l'occultation d'une partie de la lumière d'une étoile lorsqu'un objet céleste, tel une planète, passe entre l'étoile et l'observateur. Sa détection est rendue possible par la sensibilité de deux des quatre capteurs photographiques de type CCD de la caméra à de très faibles variations de la lumière. CoRoT est capable de détecter des baisses de luminosité de l'ordre de 1/10 000. Les scientifiques peuvent ainsi espérer découvrir des planètes d'une taille d'environ deux fois celle de la Terre par cette méthode, planètes que la communauté dénomme super-Terres ; la détection de CoRoT-7b, dont le rayon est 1,7 fois celui de la Terre montre que ces prédictions sont correctes. CoRoT prend une image toutes les 32 secondes, mais celle-ci n'est pas transmise à la Terre car le débit de données est bien trop grand. Le calculateur de bord effectue un travail important de réduction des données : le champ autour de chaque étoile cible préalablement sélectionnée par l'équipe exoplanètes, se voit affectée d'un certain nombre de pixels décrits par un masque particulier ; on effectue alors la somme des signaux de tous les pixels du masque et on additionne plusieurs poses (en général seize, ce qui revient à une durée d'observation de huit minutes environ) avant d'envoyer cette information au sol. Pour certaines étoiles, jugées particulièrement d'intérêt, l'information de chaque pose est transmise toutes les 32 secondes. Un tel échantillonnage, de 32 secondes ou de 512 secondes, est bien adapté à la détection d'un transit planétaire qui dure entre un peu moins d'une heure et plusieurs heures.
Une caractéristique de cette méthode des transits est qu'il est indispensable de détecter au moins trois transits successifs séparés par deux intervalles de temps égaux pour qu'on puisse considérer un candidat comme sérieux. Une planète de période orbitale T doit au minimum être observée pendant un temps compris entre 2 T et 3 T pour pouvoir détecter trois transits. Or, la distance a de la planète à l'étoile (qu'on caractérise par le demi-grand axe de l'orbite elliptique) est reliée à sa période orbitale par la deuxième loi de Képler/Newton a3 = Métoile T2 en utilisant respectivement comme unités pour a, M et T : T, distance de la Terre au Soleil (150 millions de km) ; M, masse du Soleil ; a, période orbitale de la Terre (un an par définition), ce qui implique que si la durée d'observation est inférieure à un an par exemple, les orbites des planètes détectées sont nettement plus resserrées que celle de la Terre.
Ainsi pour CoRoT, du fait de la durée maximale de six mois d'observation de chaque champ d'étoiles, seules des planètes plus proches de leur étoile que 0,3 unité astronomique (moins que la distance séparant Mercure du Soleil) et donc en général n'étant pas situées dans la zone habitable peuvent être détectées. Le télescope spatial Kepler de la NASA qui observe continûment le même champ pendant plusieurs années a la capacité de détecter des planètes de taille terrestre situées plus loin de leur étoile.

#### Planètes découvertes
| Étoile        | Planète         | Masse (MJ) | Rayon (RJ) | Demi-grand axe (ua) | Période orbitale (j) | Découverte | Caractéristique particulière                                                       |
| ------------- | --------------- | ---------- | ---------- | ------------------- | -------------------- | ---------- | ---------------------------------------------------------------------------------- |
| CoRoT-1       | CoRoT-1 b       | 1,07       | 1,45       | 0,0254              | 1,5090               | 2007 mai   |                                                                                    |
| CoRoT-2       | CoRoT-2 b       | 3,31       | 1,429      | 0,0281              | 1,7430               | 2007 déc.  |                                                                                    |
| CoRoT-3       | CoRoT-3 b       | 21,66      | 1,01       | 0,057               | 4,2568               | 2008 oct.  | Astre entre planète et naine brune.                                                |
| CoRoT-4 (en)  | CoRoT-4 b       | 0,72       | 1,19       | 0,09                | 9,2021               | 2008       |                                                                                    |
| CoRoT-5 (en)  | CoRoT-5 b       | 0,467      | 1,388      | 0,0495              | 4,0379               | 2008       |                                                                                    |
| CoRoT-6 (en)  | CoRoT-6 b       | 2,96       | 1,166      | 0,0855              | 8,8866               | 2009       |                                                                                    |
| CoRoT-7       | CoRoT-7 b       | 0,0151     | 0,150      | 0,0172              | 0,8536               | 2009 fév.  | Plus petite exoplanète tellurique découverte jusqu'à Kepler-10 b en janvier 2011.  |
| CoRoT-8       | CoRoT-8 b       | 0,22       | 0,57       | 0,063               | 6,2123               | 2010       |                                                                                    |
| CoRoT-9 (ru)  | CoRoT-9 b       | 0,84       | 1,05       | 0,407               | 95,2738 ± 0,0014     | 2010 mars  | Première planète semblable à une planète du Système solaire.                       |
| CoRoT-10      | CoRoT-10 b      | 2,75       | 0,97       | 0,1055              | 13,2406              | 2010       |                                                                                    |
| CoRoT-11 (ru) | CoRoT-11 b      | 2,33       | 1,43       | 0,0436              | 2,9943               | 2010       |                                                                                    |
| CoRoT-12 (ru) | CoRoT-12 b      | 0,917      | 1,44       | 0,0402              | 2,8280               | 2010       |                                                                                    |
| CoRoT-13 (ru) | CoRoT-13 b      | 1,308      | 0,885      | 0,051               | 4,0352               | 2010       |                                                                                    |
| CoRoT-14 (ru) | CoRoT-14 b      | 7,6        | 1,09       | 0,027               | 1,5121               | 2010       |                                                                                    |
| CoRoT-15      | CoRoT-15 b      | 63,3       | 1,12       | 0,045               | 3,06                 | 2010       | Une naine brune sept fois plus dense que l'acier.                                  |
| CoRoT-16 (ru) | CoRoT-16 b      | 0,5        | 0,813      | 0,0618              | 5,3523               | 2011       | Un Jupiter chaud peu dense sur une orbite très allongée pour l'âge du système.     |
| CoRoT-17 (ru) | CoRoT-17 b (ru) | 2,45       | 1,47       | 0,0461              | 3,7681               | 2010       | Une géante gazeuse dense autour dans un système deux fois plus vieux que le nôtre. |
| CoRoT-18 (ru) | CoRoT-18 b      | 3,47       | 1,31       | 0,0295              | 1,9001               | 2011       | Une planète peu dense autour d'une étoile âgée d'à peine 600 millions d'années.    |
| CoRoT-19 (ru) | CoRoT-19 b      | 1,14       | 1,45       | 0,0518              | 3,8971               | 2011       | Moins dense que Saturne.                                                           |
| CoRoT-20      | CoRoT-20 b      | 4,24       | 0,84       | 0,0902              | 9,2432               | 2011 sep.  | Planète extrêmement dense sur une orbite très elliptique.                          |
| CoRoT-21      | CoRoT-21 b      | 2,5        | 1,3        | 0,0417              | 2,7247               | 2011       | L'étoile est la plus faible à abriter une planète découverte par CoRoT.            |
| CoRoT-22      | CoRoT-22 b      | < 0,15     | 0,52       | 0,094               | 9,7566               | 2011       | Planète très peu dense, plus petite que Saturne et au moins deux fois moins dense. |
| CoRoT-23 (ru) | CoRoT-23 b      | 2,8        | 1,05       | 0,0477              | 3,6324               | 2011       |                                                                                    |
| CoRoT-24      | CoRoT-24 b      | < 0,018    | 0,33       | 0,056               | 5,1134               | 2011       | Planète de la taille de Neptune dont la masse n'est pas encore mesurée.            |
| CoRoT-24      | CoRoT-24 c      | 0,088      | 0,44       | 0,098               | 11,759               | 2011       | Planète de la taille de Neptune.                                                   |
| CoRoT-25      | CoRoT-25 b      | 0,27       | 1,08       | 0,0578              | 4,8607               | 2011       |                                                                                    |
| CoRoT-26      | CoRoT-26 b      | 0,5        | 1,26       | 0,0526              | 4,2047               | 2012       |                                                                                    |
| CoRoT-27      | CoRoT-27 b      | 10,39      | 1,01       | 0,048               | 3,5753               | 2013       |                                                                                    |
| CoRoT-28      | CoRoT-28 b      | 0,484      | 0,955      | 0,059               | 5,2085               | 2012       |                                                                                    |
| CoRoT-29      | CoRoT-29 b      | 0,84       | 0,90       | 0,039               | 2,8506               | 2015       |                                                                                    |
| CoRoT-30      | CoRoT-30 b      | 2,9        | 1,009      | 0,0844              | 9,0601               | 2017       |                                                                                    |
| CoRoT-31      | CoRoT-31 b      | 2,84       | 1,46       | 0,0586              | 4,6294               | 2017       |                                                                                    |
| CoRoT-32      | CoRoT-32 b      | 0,15       | 0,57       | 0,071               | 6,7184               | 2017       |                                                                                    |
| CoRoT-33      | CoRoT-33 b      | 59,2       | 1,1        | 0,0579              | 5,8191               | 2015 aout  |                                                                                    |
| CoRoT-35      | CoRoT-35 b      | 1,1        | 1,68       | 0,0429              | 3,2275               | 2022 juil. |                                                                                    |
| CoRoT-36      | CoRoT-36 b      | 0,68       | 1,41       | 0,066               | 5,6165               | 2022 juil. |                                                                                    |
| Étoile        | Planète         | Masse (MJ) | Rayon (RJ) | Demi-grand axe (ua) | Période orbitale (j) | Découverte | Caractéristique particulière                                                       |

Le nombre relativement modeste d'exoplanètes découvertes par CoRoT (32 durant les six ans d'exploitation), s'explique par le fait qu'une confirmation doit absolument être apportée par les télescopes au sol, avant qu'une annonce ne soit faite. En effet, dans une grande majorité de cas, la détection de plusieurs transits ne signifie pas la détection d'une planète mais plutôt celle d'un système binaire d'étoiles : soit que celui-ci corresponde à une occultation rasante d'une étoile par l'autre, soit que le système soit proche d'une étoile brillante et que l'effet de transit soit dilué par la lumière de cette étoile ; dans les deux cas la baisse de luminosité est assez faible pour être compatible avec celle d'une planète passant devant le disque d'une étoile. Afin d'éliminer ces cas, on observe le candidat depuis le sol suivant deux méthodes : celle des vitesses radiales par spectroscopie et celle de la photométrie par imagerie du dispositif à transfert de charges (CCD). Dans le premier cas, la masse des étoiles binaires est immédiatement décelée et dans le deuxième cas on peut espérer repérer dans le champ du CCD le système binaire proche de l'étoile cible responsable de l'alerte : sa baisse relative de luminosité est plus importante que celle vue par CoRoT qui additionne toute la lumière dans le masque définissant le champ de mesure.

#### Historique des annonces médiatisées de découvertes
Le 14 juin 2010, le CNES annonce la découverte de sept nouvelles exoplanètes par le télescope. Ces planètes sont très variées et on dénombre une naine brune parmi elles.
La découverte de dix exoplanètes supplémentaires est annoncée à l'occasion du deuxième symposium CoRoT, qui se tient à Marseille le 14 juin 2011.
Fin décembre 2011, CoRoT fête ses cinq années de fonctionnement et un beau palmarès : 625 candidates exoplanètes détectées dont 25 confirmées depuis le sol à ce jour[Quand ?], dont une très probablement de type « Terre » en dehors du Système Solaire (CoRoT-7b), confirmée en 2009.

#### Résultats principaux
Parmi les exoplanètes de CoRoT, on peut mentionner celles qui ont les caractéristiques les plus originales :
- CoRoT-9 b, une planète de longue période (95,3 jours) sur une orbite comme celle de Mercure, la première planète qui mérite le qualificatif de planète tempérée[82].
- CoRoT-3 b, d'une masse de 22 Mjup, est une super-planète ou une naine brune[83].
- CoRoT-15 b, une bona fide naine brune en orbite[84].
- CoRoT-8 b, une planète proche de Neptune de 0,22 masse Mjup[85].
- CoRoT-11 b et CoRoT-2 b, deux planètes enflées de rayon 1,4 et 1,5 RJup[86],[87] : la théorie ne prévoit pas vraiment de tels objets.
- CoRoT-10 b, CoRoT-16 b, CoRoT-20 b, CoRoT-23 b, quatre Jupiters chauds qui sont cependant sur des orbites excentriques, alors que la circularisation est théoriquement prédite pour des orbites serrées : c'est une contrainte claire sur la quantité Qp qui quantifie la dissipation d'énergie par des forces de marée[88],[89],[90],[91].
- CoRoT-24 b et c le premier système planétaire de CoRoT, avec deux petites planètes de 0,10 et 0,17 Mjup[92].
- CoRoT-7 b, avec un rayon de 1,7 RTerre et une masse de 7,3 MTerre, est la première planète rocheuse confirmée, avec une densité et une composition qui sont proches des celles de la Terre[93],[94].

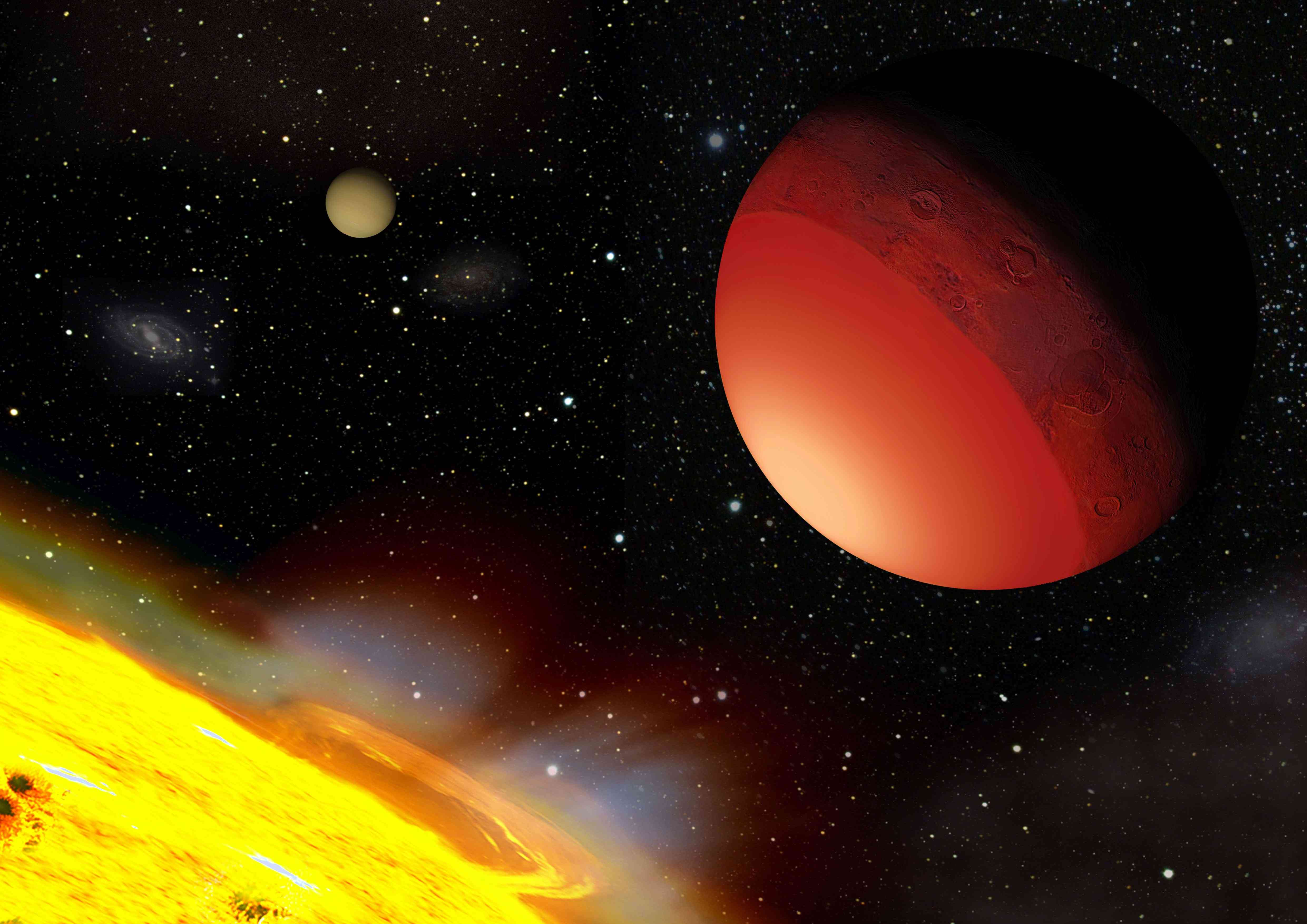
Vue d'artiste de CoRoT-7 b, la première super-Terre rocheuse découverte avec certitude grâce à une bonne estimation de sa taille et de sa masse et donc de sa densité. L'image montre l'océan de lave qui doit exister sur l'hémisphère qui fait face à l'étoile. Auteur : Fabien Catalano.

Sa période orbitale (donc son année locale) est extrêmement courte : elle dure à peine 20,5 heures, car la planète est très proche de son étoile (de classe proche de celle du Soleil), son orbite étant d'à peine 3,6 rayons stellaires. Comme la planète doit être en rotation synchrone avec son mouvement orbital en raison des énormes forces de marées qu'elle subit, elle montre toujours la même région à l'étoile : ses deux hémisphères, l'éclairé et le sombre, présentent donc un contraste extrêmement élevé de température (2 200 K contre 50 K) et un gigantesque océan de lave doit occuper une grande partie du côté éclairé. Un continent de glace d'eau et de dioxyde d'azote se trouve probablement du côté sombre. CoRoT-7 b est aussi le premier cas découvert d'un système avec deux super-Terres, l'une en transit l'autre non : en effet, les mesures de vitesse radiale permettent la découverte de CoRoT-7 c, une planète de 8,4 MTerre et de période 3,79 jours. Une troisième planète est même soupçonnée.

#### Propriétés d'ensemble des exoplanètes découvertes par CoRoT
Toutes les planètes CoRoT sont détectées lors de séquences longues, c'est-à-dire d'au moins 70 jours. L'équipe de détection découvre en moyenne entre 200 et 300 cas d'événements périodiques pour chaque séquence, correspondant donc à 2 à 3 % des étoiles surveillées. Parmi ces cas seuls 530 au total sont retenus comme candidats planètes (223 dans la direction de l'anti-centre galactique et 307 dans celle du centre). Seulement trente d'entre eux se révèlent être de réelles planètes, soit environ 6 %, les autres cas étant des binaires à éclipse (46 %) ou des cas non résolus (48 %).

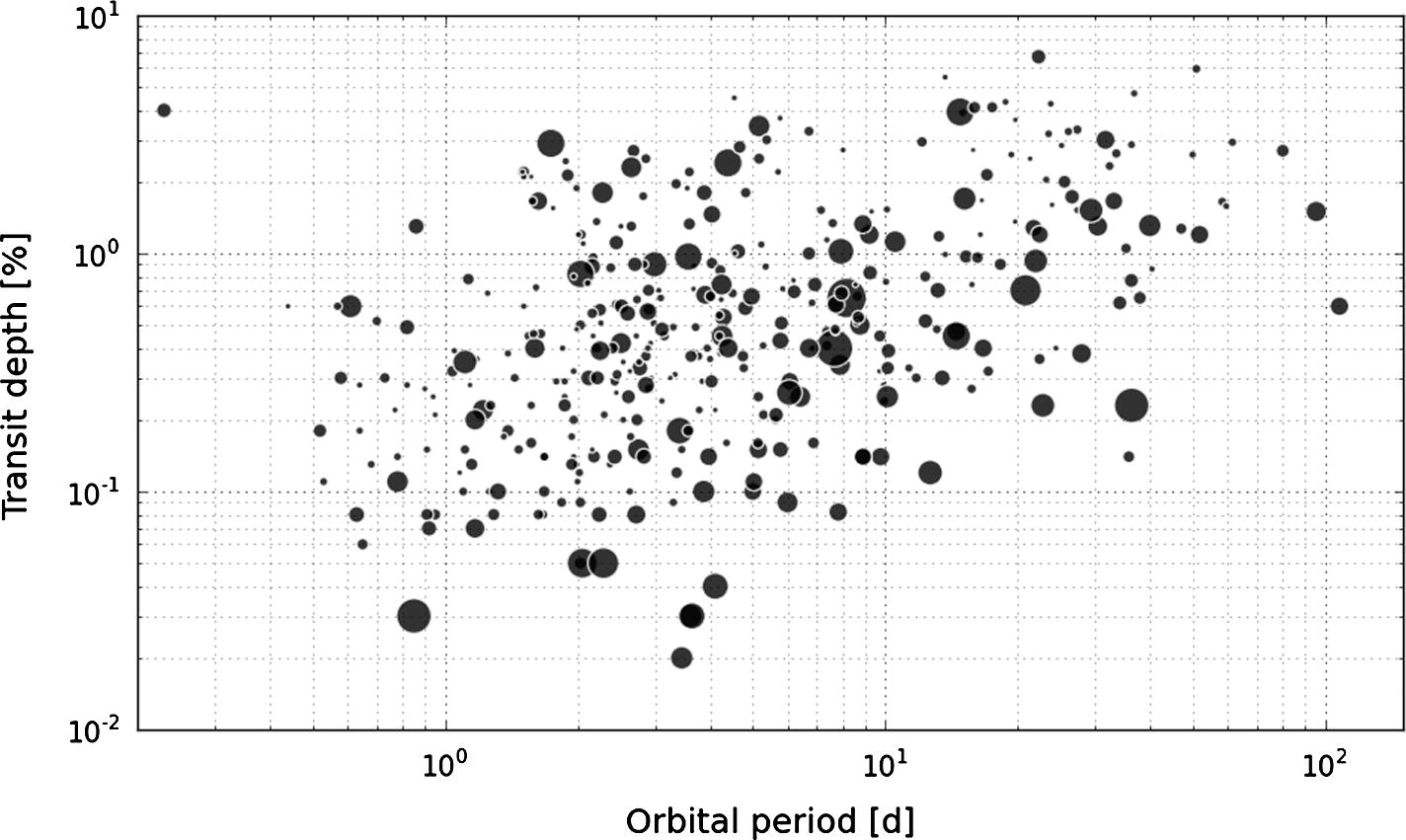
La période et la profondeur de transit des candidats planètes CoRoT (courtoisie de A. Santerne). La taille des symboles indique la luminosité apparente de l'étoile parent (petit signifiant faible).

Les capacités de détection de CoRoT sont illustrées par le diagramme donnant la profondeur des transits mesurés pour tous les candidats retenus, en fonction de la période et de l'éclat de l'étoile : on constate bien une meilleure capacité à détecter de petites planètes (jusqu'à 1,5 RTerre) pour les périodes courtes (inférieures à cinq jours) et les étoiles brillantes.

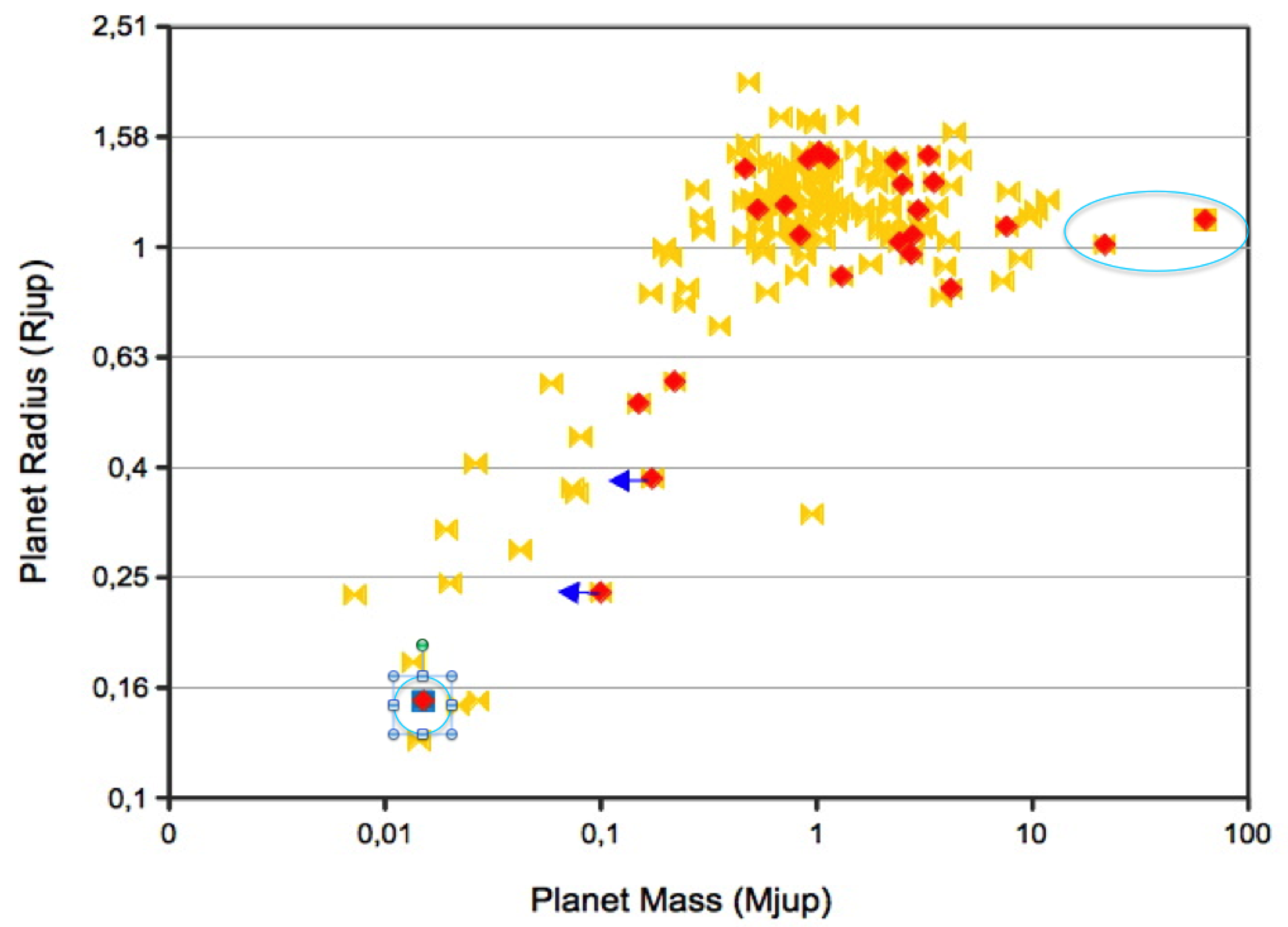
Distribution des planètes CoRoT (en rouge) dans le diagramme Rayon / Masse. Les diabolos jaunes correspondent aux autres planètes découvertes par la méthode des transits.

Les planètes de CoRoT couvre la très large gamme de propriétés et de caractéristiques qu'on retrouve dans la famille disparate des exoplanètes : ainsi la masse des planètes CoRoT décrit un domaine très large de près de quatre ordres de grandeur comme l'illustre la figure ci-contre.

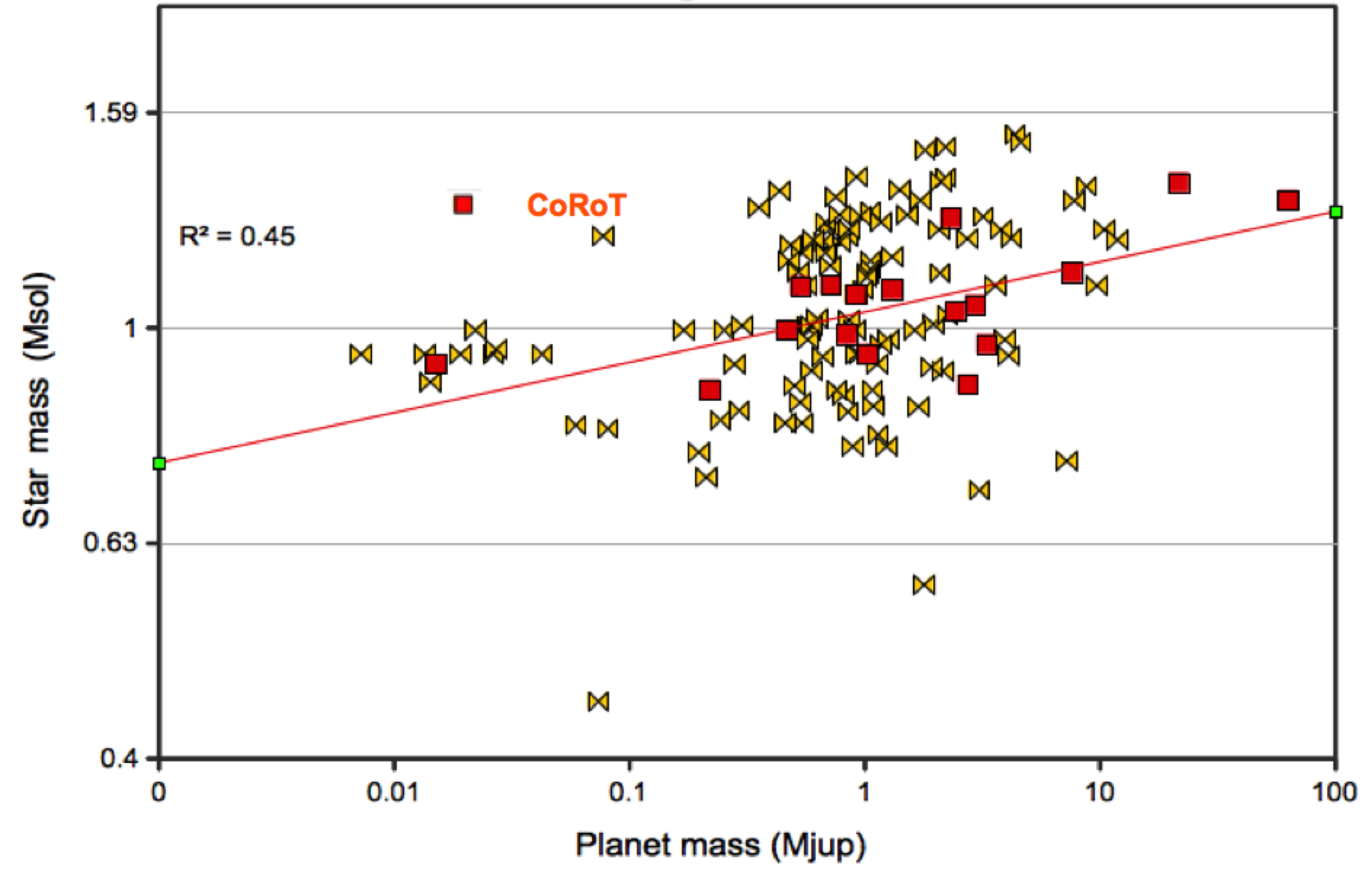
Diagramme de la masse de l'étoile en fonction de la masse planétaire pour les planètes CoRoT (rouge) et les autres planètes découvertes par la méthode des transits (jaune). La droite sur les données CoRoT indique une tendance à ce que les planètes massives se retrouvent autour d'étoiles massives.

 Si on trace la masse de la planète en fonction de la masse de l'étoile (figure), on constate que les données de CoRoT, moins dispersées que celles d'autres expériences, indiquent une nette tendance à ce que des planètes plus massives orbitent des étoiles massives, ce qui est cohérent avec les modèles de formation planétaire les plus couramment acceptés.